# روزا روزال
فلورنس دانون-غايدا (ولدت باسم فلورنس لانسانغ دانون؛ 16 أكتوبر 1927)، والمعروفة باسم روزا روزال، هي ممثلة أفلام فلبينية حصلت على جائزة فاماس ولقبت بـ "المرأة الفاتنة الأصلية في السينما الفلبينية". وهي معروفة أيضًا بعملها مع الصليب الأحمر الفلبيني (الصليب الأحمر الوطني الفلبيني سابقًا). ونظرًا لأنشطتها الإنسانية، حصلت على جائزة رامون ماجسايساي للخدمة العامة عام 1999، وهي جائزة تعتبر على نطاق واسع بمثابة جائزة نوبل في آسيا. وهي والدة المذيعة التلفزيونية توني روز غايدا.

## نشأتها
ولدت روزال باسم فلورنس لانسانج دانون في مانيلا. والدتها جلوريا لانسانج تنحدر من سانتا ريتا، بامبانجا، بينما كان والدها جوليو دانون من أصل فرنسي ومصري. أخوها غير الشقيق دون دانون، عمل سابقاً بديلاً للممثل الهوليوودي رودولف فالنتينو.
خلال الاحتلال الياباني للفلبين، عمل روزال كمذيع أخبار في محطة إذاعية يديرها يابانيون. بعد فترة وجيزة من انتهاء الحرب، عملت روزال بدوام جزئي في مستشفى سان لازارو. وفي إحدى الليالي، كانت تمر بالقرب من موقع تصوير فيلم أثناء عودتها إلى المنزل، ولاحظها منتج الفيلم، لويس نولاسكو. وقد عرض عليها نولاسكو، الذي كان يرأس شركته الخاصة، استوديو نولاسكو براذرز، عقدًا سينمائيًا.

## روابط خارجية
- روزا روزال في قاعدة بيانات الأفلام على الإنترنت